# غريغ بيل
غريغ بيل (بالإنجليزية: Greg Bell)‏ هو محامي وسياسي أمريكي، ولد في 16 أكتوبر 1948 في أوغدن في الولايات المتحدة. حزبياً، نشط في Utah Republican Party ‏ والحزب الجمهوري.